# Rusty Wallace

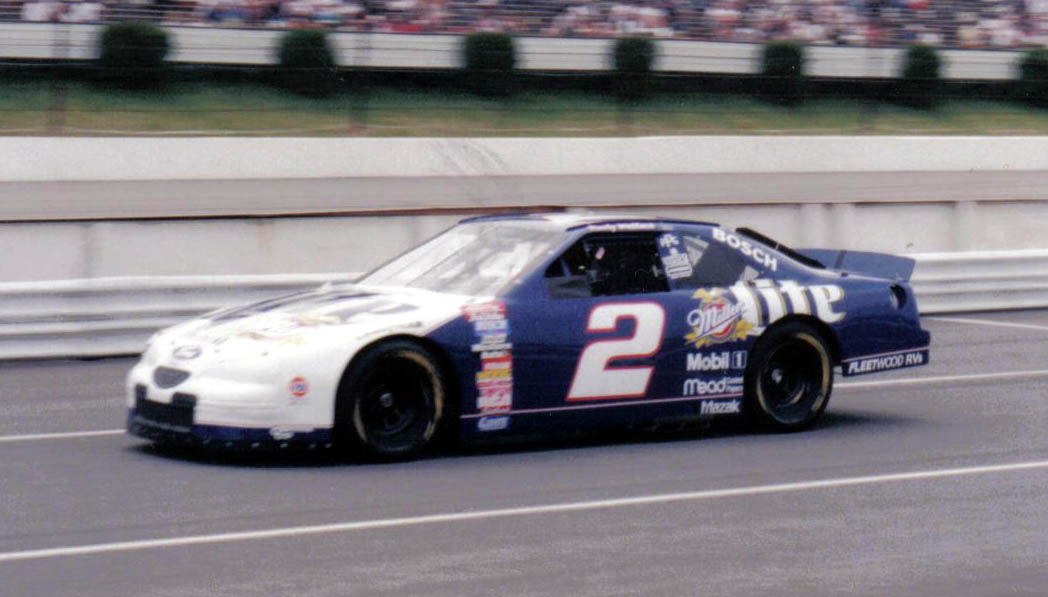
Wallace op de Pocono Raceway in 1997

Russell William "Rusty" Wallace (Saint Louis (Missouri), 14 augustus 1956) is een voormalig Amerikaans autocoureur. Hij won het NASCAR Winston Cup kampioenschap in 1989. Tegenwoordig is hij sportverslaggever bij de Amerikaanse televisiezender ESPN.

## Carrière
Wallace werd meteen tweede tijdens zijn NASCAR-debuut in 1980 toen hij in een wagen van Penske Racing enkel Dale Earnhardt voor Wallace kon finishen op de Atlanta Motor Speedway. Wallace reed in 1984 voor de eerste keer een volledig programma en werd dat jaar rookie of the year. De eerste overwinningen kwamen er in 1986 toen hij won op de Bristol Motor Speedway en later dat jaar op de Martinsville Speedway. In 1988 won hij zes races en eindigde met 4464 punten op de tweede plaats in het kampioenschap, met amper 24 punten achterstand op kampioen Bill Elliott.
In 1989 won hij opnieuw zes keer. Hij won races op de Rockingham Speedway, Bristol Motor Speedway, Watkins Glen International, Michigan International Speedway en twee keer op de Richmond International Raceway. Hij won het kampioenschap voor Dale Earnhardt en Mark Martin.
Wallace won in 1993 tien races, maar raakte ook betrokken bij twee zware crashes op de Daytona International Speedway en de Talladega Superspeedway en werd pas tweede in de eindstand achter Dale Earnhardt die zes races had gewonnen. In 1994 won hij acht keer en eindigde hij op de derde plaats in het kampioenschap. Hij bleef aan de slag in de NASCAR tot 2005, zijn laatste overwinning behaalde hij op de Martinsville Speedway in 2004.
Wallace reed over een periode van 25 jaar 706 races in de Winston Cup waarvan hij er 55 won.

## Resultaten in de NASCAR Winston Cup
Winston Cup resultaten (aantal gereden races, polepositions, gewonnen races en positie in het kampioenschap)
| Jaar | Races | Polepositions | Overwinningen | Kampioenschap |
| ---- | ----- | ------------- | ------------- | ------------- |
| 1980 | 2     | 0             | 0             | 57e           |
| 1981 | 4     | 0             | 0             | 64e           |
| 1982 | 3     | 0             | 0             | 65e           |
| 1984 | 30    | 0             | 0             | 14e           |
| 1985 | 28    | 0             | 0             | 19e           |
| 1986 | 29    | 0             | 2             | 16e           |
| 1987 | 29    | 1             | 2             | 5e            |
| 1988 | 29    | 2             | 6             | 2e            |
| 1989 | 29    | 4             | 6             | 1e            |
| 1990 | 29    | 2             | 2             | 6e            |
| 1991 | 29    | 2             | 2             | 10e           |
| 1992 | 29    | 1             | 1             | 13e           |
| 1993 | 30    | 3             | 10            | 2e            |
| 1994 | 31    | 2             | 8             | 3e            |
| 1995 | 31    | 0             | 2             | 5e            |
| 1996 | 31    | 0             | 5             | 7e            |
| 1997 | 32    | 1             | 1             | 9e            |
| 1998 | 33    | 4             | 1             | 4e            |
| 1999 | 34    | 4             | 1             | 8e            |
| 2000 | 34    | 9             | 4             | 7e            |
| 2001 | 36    | 0             | 1             | 7e            |
| 2002 | 36    | 1             | 0             | 7e            |
| 2003 | 36    | 0             | 0             | 14e           |
| 2004 | 36    | 0             | 1             | 16e           |
| 2005 | 36    | 0             | 0             | 8e            |